# NGC 2482
NGC 2482 je otvoreni skup u zviježđu Krmi. 

## Vanjske poveznice
- SEDS: NGC 2482